# Salvia pratensis
Salvia pratensis es una especie de planta herbáceade la familia de las lamiáceas. Es originaria de Eurasia.

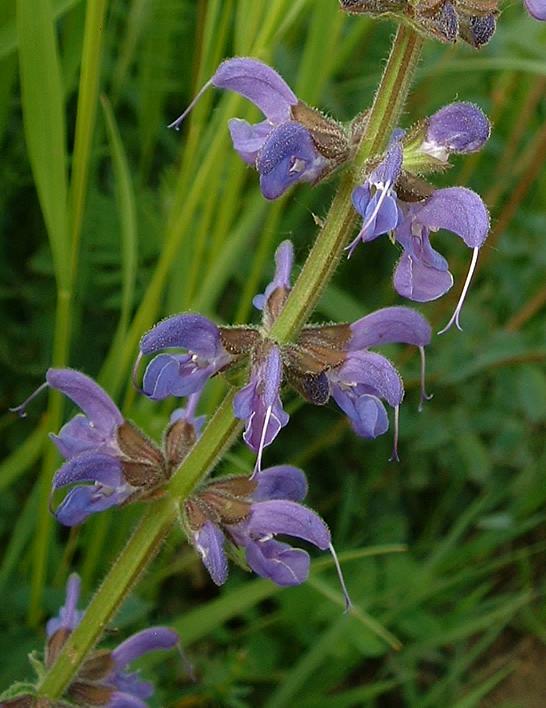
Flores.

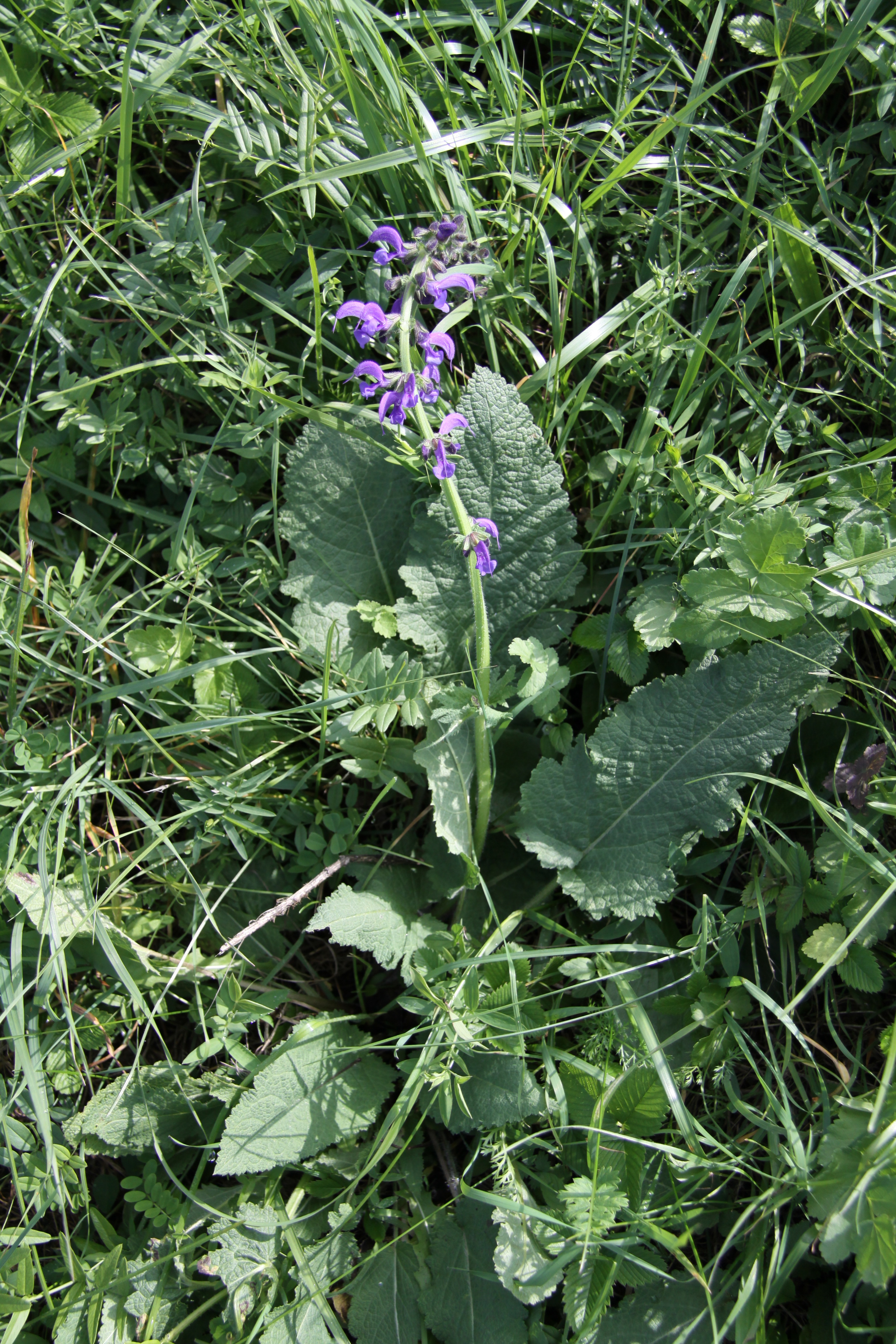
Vista de la planta.

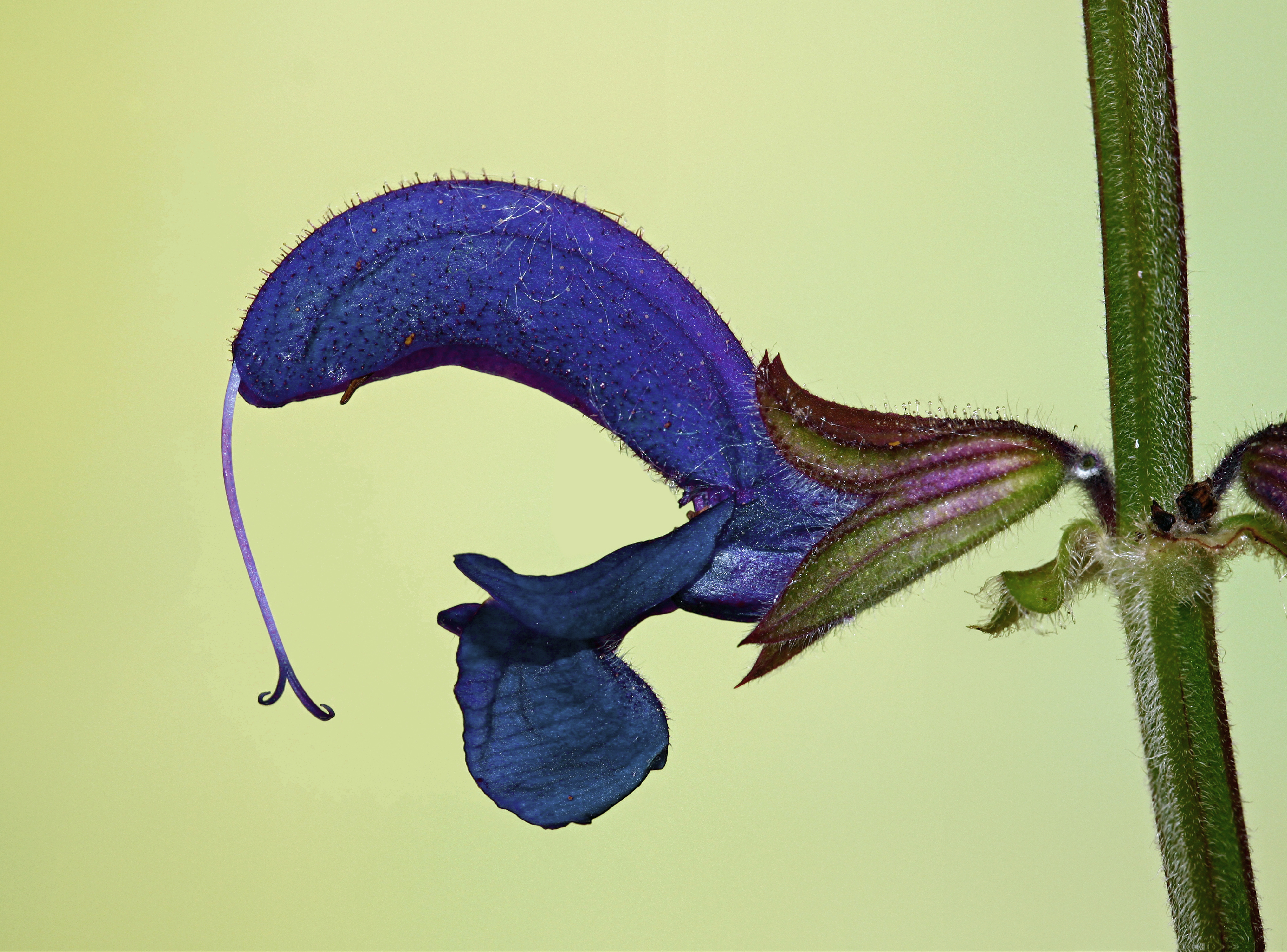
Detalle de la flor.

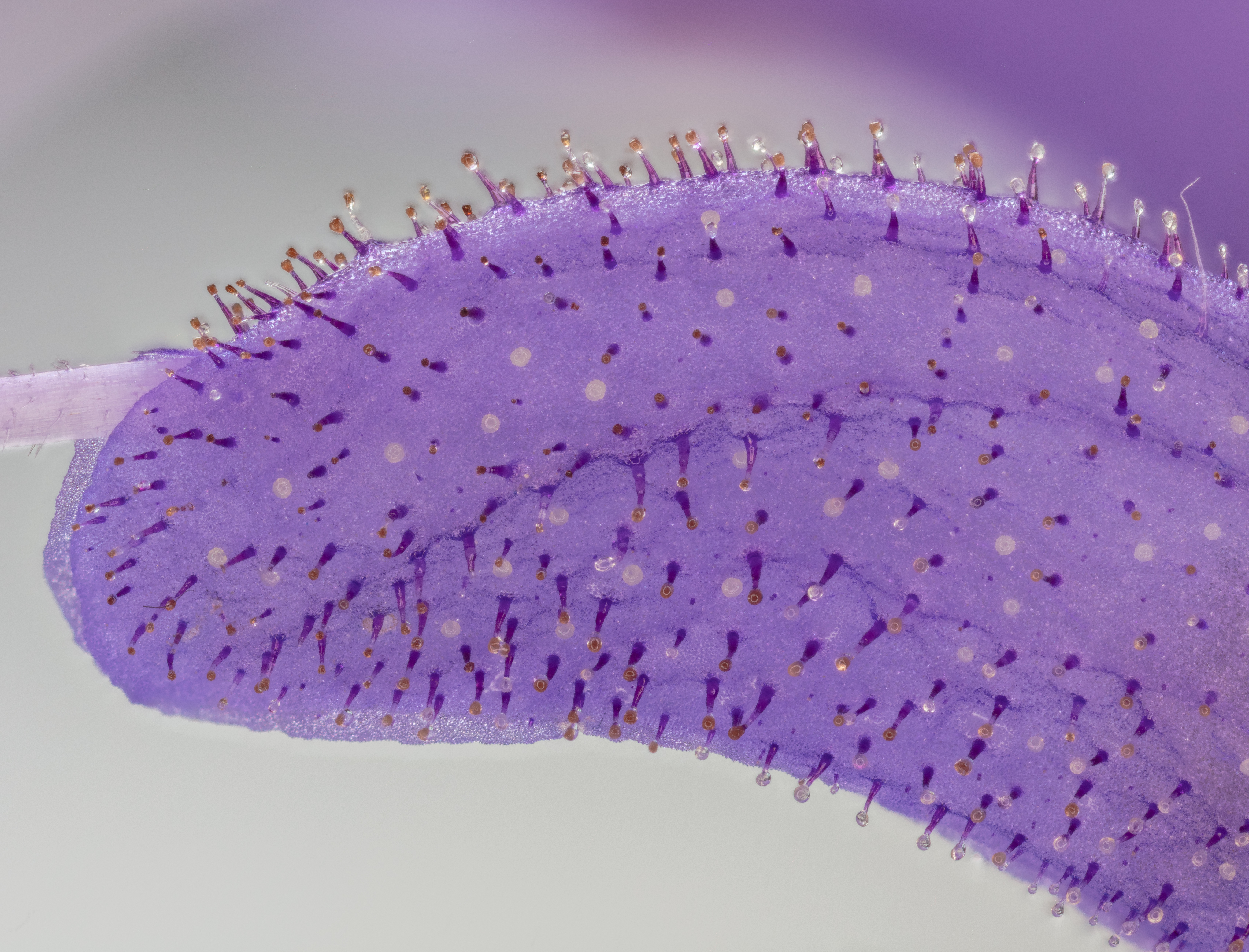
Detalle de la flor.

## Descripción
Es una planta perenne, erecta, robusta y muy olorosa. La mayoría de las hojas forman una roseta basal. Estas son largamente pecioladas, ovadas y cordadas en la base. Las hojas caulinares son más pequeñas y sésiles. La inflorescencia está formada por un grupo de verticilastros terminales con 6-8 flores cada uno. El cáliz está soldado y está formado por un labio inferior trífido y por uno superior bífido. La corola es bilabiada y de un azul intenso. Sólo presentan 2 estambres, cuando en general las labiadas suelen tener 4. El fruto es un tetraquenio.

## Distribución y hábitat
Se distribuye por Eurasia donde se encuentra en sobre todo en pastos altimontanos no muy húmedos, preferentemente sobre substrato calizo. También en claros de bosques, márgenes de camino, etc.

## Taxonomía
Salvia coccinea fue descrita por Carlos Linneo y publicado en Species Plantarum 1: 25. 1753.
Etimología
Ver: Salvia
El epíteto específico pratensis se refiere a su tendencia a crecer en los prados. También crece en matorrales y bordes de las fronteras del bosque.
Citología
Número de cromosomas de Salvia pratensis  (Fam. Labiatae) y táxones infraespecíficos
 2n=18.
Variedades y sinonimia
- Sclarea pratensis (L.) Mill., Gard. Dict. ed. 8: 4 (1768).
- Plethiosphace pratensis (L.) Opiz, Seznam: 75 (1852).
- Gallitrichum pratense (L.) Fourr., Ann. Soc. Linn. Lyon, n.s., 17: 134 (1869).

subsp. bertolonii (Vis.) Soó, Feddes Repert. 85: 450 (1974). De Italia hasta la Península Balcánica.
- Salvia bertolonii Vis., Fl. Dalmat. 2: 189 (1847).
- Salvia scabrida Bertol., Fl. Ital. 1: 855 (1834), nom. illeg.

subsp. haematodes (L.) Arcang., Comp. Fl. Ital., ed. 2: 429 (1894). De Italia.
- Salvia haematodes L., Sp. Pl.: 24 (1753).
- Salvia lusitanica J.Jacq., Ecl. Pl. Rar. 1: 47 (1813), nom. illeg.

subsp. laciniosa (Jord.) Briq., Lab. Alp. Mar.: 525 (1895). De Francia.
- Salvia laciniosa Jord., Gr. Rec. Grenoble: 24 (1849).

subsp. pozegensis (Watzl) Diklic, in Fl. SR Srbije 6: 450 (1974). De la Península Balcánica.
- Salvia pratensis var. pozegensis Watzl, Mitt. Naturwiss. Vereines Steiermark 54: 248 (1916).

subsp. pratensis. De Europa.
- Salvia agrestis L., Amoen. Acad. 3: 399 (1756).
- Salvia ceratophylloides Ard., Animadv. Bot. Spec. Alt.: xii (1764).
- Sclarea tuberosa Mill., Gard. Dict. ed. 8: 12 (1768).
- Salvia rostrata F.W.Schmidt, Neuere Abh. Königl. Böhm. Ges. Wiss. 1: 8 (1791).
- Salvia exasperata Cav., Anales Hist. Nat. 2: 113 (1800).
- Salvia variegata Waldst. & Kit. ex Willd., Enum. Pl.: 36 (1809).
- Salvia barrelieri Ten., Fl. Napol. 1: 9 (1811), nom. illeg.
- Salvia tenorei Spreng., Pl. Min. Cogn. Pug. 1: 2 (1813).
- Salvia variegata Host, Fl. Austriac. 1: 27 (1827), nom. illeg.
- Salvia tiberina Mauri in M.Tenore, Viagg. Abruzz.: 41 (1829).
- Salvia ceratophylla Ten., Syll. Pl. Fl. Neapol.: 21 (1831).
- Salvia rubicunda Wender. ex Benth., Labiat. Gen. Spec.: 233 (1833).
- Salvia dubia K.Koch, Linnaea 21: 657 (1849).
- Plethiosphace leistneriana Opiz, Seznam: 75 (1852).
- Plethiosphace stenantha Opiz, Seznam: 75 (1852).
- Salvia salvatorii Vilm., Fl. Pleine Terre: 772 (1863).
- Salvia macrantha Schur, Enum. Pl. Transsilv.: 520 (1866).
- Salvia oblongata Schur, Enum. Pl. Transsilv.: 961 (1866), nom. illeg.
- Salvia sublobata Schur, Enum. Pl. Transsilv.: 520 (1866).
- Gallitrichum clusii Timb.-Lagr., Mém. Acad. Sci. Toulouse, VII, 2: 237 (1870).
- Salvia clusii Timb.-Lagr., Mém. Acad. Sci. Toulouse, VII, 2: 237 (1870).
- Salvia lupinoides Vilm., Fl. Pleine Terre, ed. 3: 1019 (1870).
- Salvia arnassensis Gand., Fl. Lyon.: 171 (1875).
- Salvia haematodes subsp. tiberina (Mauri) Nyman, Consp. Fl. Eur.: 569 (1881).
- Salvia vulgaris Briq., Lab. Alp. Mar.: 527 (1895).[5]

## Usos
Es usada como planta medicinal como vulnerario.

## Nombres comúunes
- Castellano: gallocresta, gallocresta rústica, gallocresta silvestre, hormigón de prados, salvia, salvia de los prados, salvia de prado, salvia de prados, salvia pratense, savia, tárrago.[4]